# Tīnūžu pagasts
Tīnūžu pagasts er en territorial enhed i Ikšķiles novads i Letland. Pagasten havde 4.712 indbyggere i 2010 og omfatter et areal på 129.90 kvadratkilometer. Hovedbyen i pagasten er Tīnūži.